# Lorenzo Lucca
Lorenzo Lucca (Moncalieri, 10 settembre 2000) è un calciatore italiano, attaccante del Napoli, in prestito dall'Udinese, e della nazionale italiana.

## Biografia
Nato a Moncalieri (in Piemonte) nel 2000, è figlio di Federico Lucca, ex calciatore del Saluzzo negli anni '90.

## Caratteristiche tecniche
Centravanti dal fisico longilineo, i suoi oltre due metri di altezza gli consentono di essere molto bravo nei colpi di testa. Oltre ad un ottimo fiuto per il gol, mostra anche buone doti di tecnica, velocità e resistenza fisica. Paragonato all'ex calciatore Luca Toni, s'ispira a Zlatan Ibrahimović.

## Carriera

### Club

#### Gli esordi
Inizia a giocare a calcio nella CBS Scuola Calcio di Torino all'età di 5 anni, per poi passare al settore giovanile del Torino all'età di 8 anni. Nel 2015 si trasferisce al Chieri, club della città in provincia del capoluogo piemontese, mentre l'anno seguente gioca in prestito all'Atletico Torino. Con questa squadra debutta all'età di 16 anni in Promozione, segnando anche una rete nella prima giornata di campionato, pareggiata contro l'Asti (1-1). Nel corso dell'annata si alterna tra prima squadra e giovanili, esordendo dunque tra i professionisti e chiudendo la stagione con una seconda marcatura in campionato.
Il 1º luglio 2017 viene acquistato dal Vicenza, militante in Serie C; anche con il club veneto si alterna tra prima squadra e giovanili. Fa il suo esordio fra i professionisti con i veneti il 21 marzo 2018, in occasione della sfida di campionato contro la Sambenedettese. Ottiene poi altre due presenze contro il Renate e l'AlbinoLeffe. Al termine della stagione firma nuovamente per il Torino, che a sua volta lo gira in prestito annuale al Brescia, in cui milita solo a livello giovanile e con cui realizza 16 reti in 19 partite complessive. Nell'estate 2019, in seguito alla conclusione del prestito, torna ai granata per disputare il Campionato Primavera 1.

#### Palermo
Il 31 gennaio 2020 si trasferisce a titolo definitivo al Palermo, militante in Serie D dopo il fallimento. Il 16 febbraio seguente debutta in campionato, segnando la rete del 2-0 finale ai danni del Biancavilla. Nel luglio dello stesso anno firma un contratto quadriennale con il club, divenendo a tutti gli effetti un professionista.
Inizia la stagione 2020-2021 giocando gli ultimi venti minuti della partita di Serie C persa 2-0 contro il Teramo. Dopo nove partite senza segnare, il 2 dicembre realizza la sua prima doppietta in carriera, nell'incontro di campionato pareggiato 3-3 contro la Viterbese. Ottenuto il posto da titolare, nel mese di dicembre sigla altri quattro gol, rispettivamente ai danni di Casertana, Bari, Teramo e Ternana. Il 3 aprile 2021, sempre contro la Casertana, realizza la sua prima tripletta. Conclude la stagione con 13 reti in 27 presenze totali.

#### Pisa

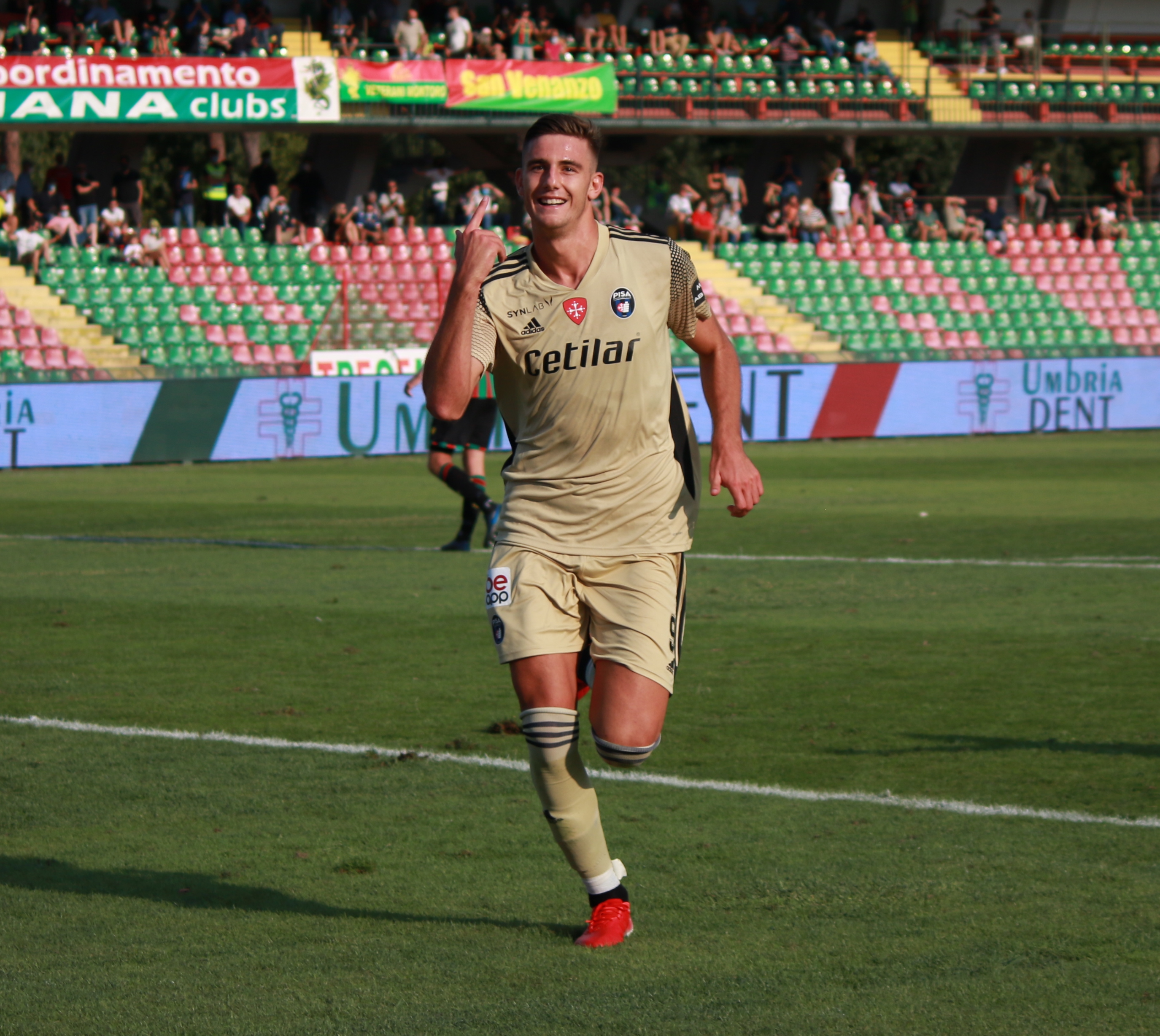
Lucca mentre esulta dopo un gol con il nel 2021

Il 21 luglio seguente viene acquistato dal Pisa, debuttando in Serie B il successivo 22 agosto, nella gara vinta per 1-0 contro la SPAL, valevole per la prima giornata di campionato. Nel turno seguente realizza, da subentrato, i suoi primi due gol con la nuova maglia, che consentono ai nerazzurri di vincere 2-0 contro l'Alessandria. Fino a ottobre mostra un buon rendimento, mettendo a segno 6 reti in 8 presenze; tuttavia, il resto della stagione è caratterizzato da prestazioni opache e da un lungo digiuno realizzativo. In definitiva totalizza 30 presenze in campionato (oltre alle 4 dei play-off).

#### Prestito all'Ajax
Il 4 agosto 2022 viene ingaggiato dall'Ajax, in Eredivisie, in prestito oneroso, con diritto di riscatto fissato a 10 milioni di euro, diventando contestualmente il primo calciatore italiano a giocare per gli olandesi. Il 14 agosto seguente, in occasione della seconda gara di campionato contro il Groningen, fa il proprio esordio ufficiale con la maglia dei Lancieri, entrando nel finale di gara al posto di Brian Brobbey. Il 22 agosto successivo debutta con lo Jong Ajax, in Eerste Divisie, segnando una rete e fornendo un assist nel 5-1 finale contro il De Graafschap. Il 6 novembre, in occasione della sconfitta contro il PSV (1-2), trova la sua prima rete in prima squadra, dopo appena 2 minuti dal suo ingresso in campo. Alla fine della stagione l'attaccante non viene riscattato dal club di Amsterdam e fa ritorno a Pisa.

#### Udinese
Il 7 luglio 2023 passa all'Udinese, in Serie A, in prestito con diritto di riscatto, fissato a circa 8 milioni di euro più il 10% della futura rivendita da riconoscere al Pisa. Debutta e segna la sua prima rete con i bianconeri l'11 agosto seguente, nel 4-1 di Coppa Italia contro il Catanzaro. Nove giorni dopo esordisce anche in campionato, entrando nel secondo tempo della gara contro la Juventus, mentre il 1º ottobre trova la prima marcatura in massima serie, nel pareggio interno contro il Genoa (2-2). Il 3 dicembre mette a segno la sua prima doppietta in Serie A, nel pareggio casalingo contro il Verona (3-3). Il 14 giugno 2024 la società friulana esercita il diritto di riscatto, mentre Lucca firma un contratto fino al 2028.
Nella sua seconda stagione con i bianconeri mette a segno 14 reti in 36 presenze tra campionato e Coppa Italia, affermandosi definitivamente come uno dei pilastri della squadra.

#### Napoli
Il 18 luglio 2025 si trasferisce al Napoli in prestito oneroso per 9 milioni di euro, con obbligo di riscatto fissato a 26 milioni più altri 5 di bonus.

### Nazionale

#### Nazionali giovanili
Il 7 settembre 2021 debutta con la maglia della nazionale Under-21, nella vittoria per 1-0 contro i pari età del Montenegro, valida per le qualificazioni all'Europeo Under-21 2023. Il 12 ottobre seguente, nella gara contro la Svezia (1-1), realizza la sua prima rete con gli azzurrini.

#### Nazionale maggiore

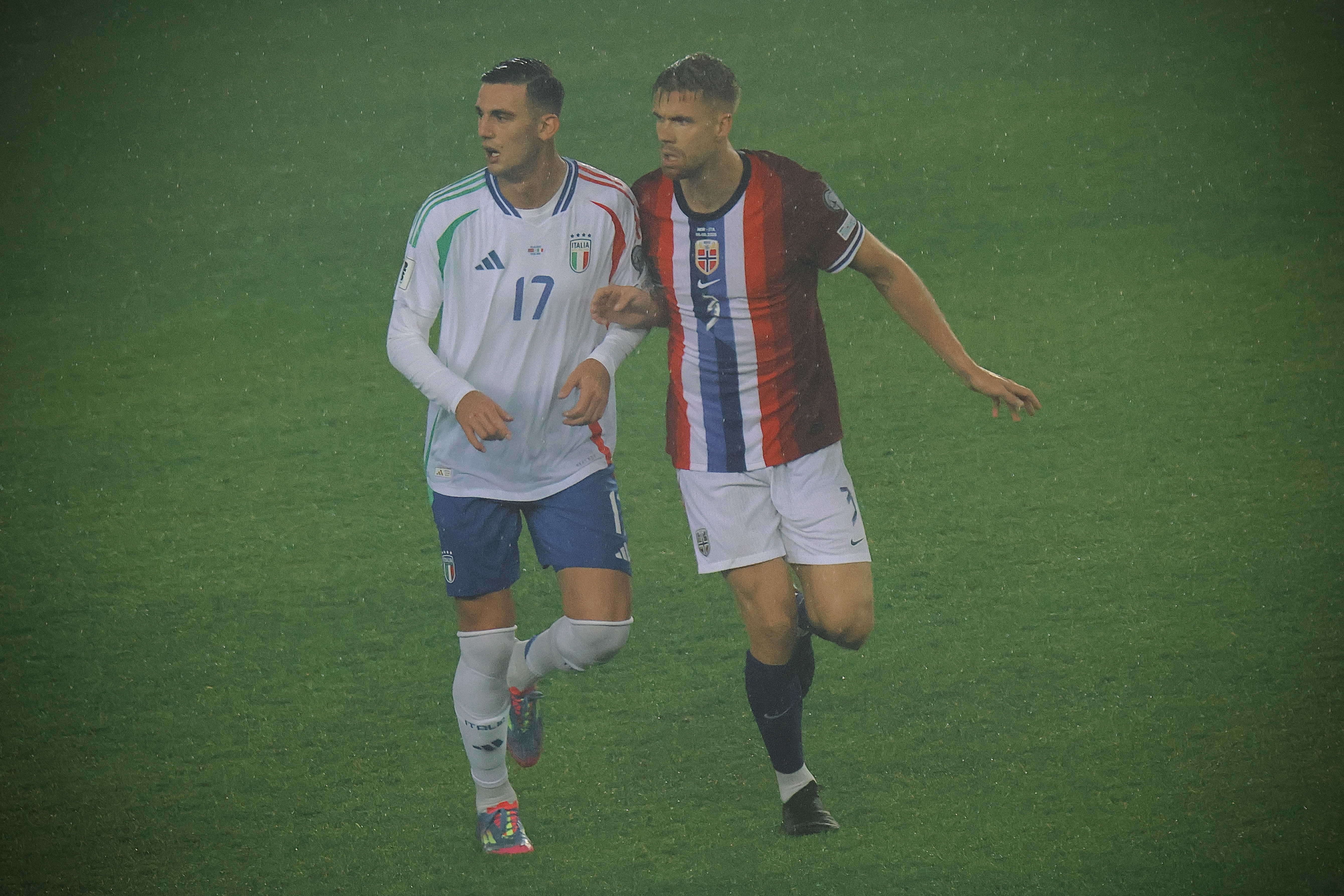
Lucca (a sinistra) con l' nel 2025

Nel marzo del 2024 riceve la sua prima convocazione in nazionale maggiore dal CT Luciano Spalletti, in vista delle partite amichevoli negli Stati Uniti contro Venezuela ed Ecuador, nelle quali non viene impiegato. Esordisce il 14 ottobre 2024, a 24 anni, nella partita di UEFA Nations League vinta per 4-1 contro Israele, allo Stadio Friuli di Udine, subentrando al posto di Mateo Retegui all'84° minuto di gioco.

## Statistiche

### Presenze e reti nei club
Statistiche aggiornate al 18 luglio 2025.
| Stagione        | Squadra         | Campionato      | Campionato | Campionato | Coppe nazionali | Coppe nazionali | Coppe nazionali | Coppe continentali | Coppe continentali | Coppe continentali | Altre coppe | Altre coppe | Altre coppe | Totale | Totale |
| Stagione        | Squadra         | Comp            | Pres       | Reti       | Comp            | Pres            | Reti            | Comp               | Pres               | Reti               | Comp        | Pres        | Reti        | Pres   | Reti   |
| --------------- | --------------- | --------------- | ---------- | ---------- | --------------- | --------------- | --------------- | ------------------ | ------------------ | ------------------ | ----------- | ----------- | ----------- | ------ | ------ |
| 2016-2017       | Atletico Torino | Prom.           | 6          | 2          | -               | -               | -               | -                  | -                  | -                  | -           | -           | -           | 6      | 2      |
| 2017-2018       | Vicenza         | C               | 3          | 0          | CI+CI-C         | 0               | 0               | -                  | -                  | -                  | -           | -           | -           | 3      | 0      |
| 2018-2019       | Brescia         | B               | 0          | 0          | CI              | 0               | 0               | -                  | -                  | -                  | -           | -           | -           | 0      | 0      |
| 2019-gen. 2020  | Torino          | A               | 0          | 0          | CI              | 0               | 0               | -                  | -                  | -                  | -           | -           | -           | 0      | 0      |
| gen.-ago. 2020  | Palermo         | D               | 3          | 1          | CI-D            | 0               | 0               | -                  | -                  | -                  | -           | -           | -           | 3      | 1      |
| 2020-2021       | Palermo         | C               | 27         | 13         | -               | -               | -               | -                  | -                  | -                  | -           | -           | -           | 27     | 13     |
| Totale Palermo  | Totale Palermo  | Totale Palermo  | 30         | 14         |                 | -               | -               |                    | -                  | -                  |             | -           | -           | 30     | 14     |
| 2021-2022       | Pisa            | B               | 30+4       | 6          | CI              | 1               | 0               | -                  | -                  | -                  | -           | -           | -           | 35     | 6      |
| 2022-2023       | Jong Ajax       | EED             | 14         | 6          | -               | -               | -               | -                  | -                  | -                  | -           | -           | -           | 14     | 6      |
| 2022-2023       | Ajax            | ED              | 14         | 2          | CO              | 1               | 0               | UCL+UEL            | 0+1                | 0                  | SO          | 0           | 0           | 16     | 2      |
| 2023-2024       | Udinese         | A               | 37         | 8          | CI              | 2               | 1               | -                  | -                  | -                  | -           | -           | -           | 39     | 9      |
| 2024-2025       | Udinese         | A               | 33         | 12         | CI              | 3               | 2               | -                  | -                  | -                  | -           | -           | -           | 36     | 14     |
| Totale Udinese  | Totale Udinese  | Totale Udinese  | 70         | 20         |                 | 5               | 3               |                    | -                  | -                  |             | -           | -           | 75     | 23     |
| 2025-2026       | Napoli          | A               | -          | -          | CI              | -               | -               | UCL                | -                  | -                  | SI          | -           | -           | -      | -      |
| Totale carriera | Totale carriera | Totale carriera | 171        | 50         |                 | 7               | 3               |                    | 1                  | 0                  |             | 0           | 0           | 179    | 53     |

### Cronologia presenze e reti in nazionale
| Cronologia completa delle presenze e delle reti in nazionale ― Italia | Cronologia completa delle presenze e delle reti in nazionale ― Italia | Cronologia completa delle presenze e delle reti in nazionale ― Italia | Cronologia completa delle presenze e delle reti in nazionale ― Italia | Cronologia completa delle presenze e delle reti in nazionale ― Italia | Cronologia completa delle presenze e delle reti in nazionale ― Italia | Cronologia completa delle presenze e delle reti in nazionale ― Italia | Cronologia completa delle presenze e delle reti in nazionale ― Italia |
| Data                                                                  | Città                                                                 | In casa                                                               | Risultato                                                             | Ospiti                                                                | Competizione                                                          | Reti                                                                  | Note                                                                  |
| --------------------------------------------------------------------- | --------------------------------------------------------------------- | --------------------------------------------------------------------- | --------------------------------------------------------------------- | --------------------------------------------------------------------- | --------------------------------------------------------------------- | --------------------------------------------------------------------- | --------------------------------------------------------------------- |
| 14-10-2024                                                            | Udine                                                                 | Italia                                                                | 4 – 1                                                                 | Israele                                                               | UEFA Nations League 2024-2025 - 1º turno                              | -                                                                     | 84’                                                                   |
| 20-3-2025                                                             | Milano                                                                | Italia                                                                | 1 – 2                                                                 | Germania                                                              | UEFA Nations League 2024-2025 - Quarti di finale                      | -                                                                     | 83’                                                                   |
| 23-3-2025                                                             | Dortmund                                                              | Germania                                                              | 3 – 3                                                                 | Italia                                                                | UEFA Nations League 2024-2025 - Quarti di finale                      | -                                                                     | 85’                                                                   |
| 6-6-2025                                                              | Oslo                                                                  | Norvegia                                                              | 3 – 0                                                                 | Italia                                                                | Qual. Mondiali 2026                                                   | -                                                                     | 72’                                                                   |
| 9-6-2025                                                              | Reggio Emilia                                                         | Italia                                                                | 2 – 0                                                                 | Moldavia                                                              | Qual. Mondiali 2026                                                   | -                                                                     | 71’                                                                   |
| Totale                                                                |                                                                       | Presenze                                                              | 5                                                                     |                                                                       | Reti                                                                  | 0                                                                     |                                                                       |

| Cronologia completa delle presenze e delle reti in nazionale ― Italia under 21 | Cronologia completa delle presenze e delle reti in nazionale ― Italia under 21 | Cronologia completa delle presenze e delle reti in nazionale ― Italia under 21 | Cronologia completa delle presenze e delle reti in nazionale ― Italia under 21 | Cronologia completa delle presenze e delle reti in nazionale ― Italia under 21 | Cronologia completa delle presenze e delle reti in nazionale ― Italia under 21 | Cronologia completa delle presenze e delle reti in nazionale ― Italia under 21 | Cronologia completa delle presenze e delle reti in nazionale ― Italia under 21 |
| Data                                                                           | Città                                                                          | In casa                                                                        | Risultato                                                                      | Ospiti                                                                         | Competizione                                                                   | Reti                                                                           | Note                                                                           |
| ------------------------------------------------------------------------------ | ------------------------------------------------------------------------------ | ------------------------------------------------------------------------------ | ------------------------------------------------------------------------------ | ------------------------------------------------------------------------------ | ------------------------------------------------------------------------------ | ------------------------------------------------------------------------------ | ------------------------------------------------------------------------------ |
| 7-9-2021                                                                       | Vicenza                                                                        | Italia under 21                                                                | 1 – 0                                                                          | Montenegro under 21                                                            | Qual. Europeo Under-21 2023                                                    | -                                                                              | 68’                                                                            |
| 8-10-2021                                                                      | Zenica                                                                         | Bosnia ed Erzegovina under 21                                                  | 1 – 2                                                                          | Italia under 21                                                                | Qual. Europeo Under-21 2023                                                    | -                                                                              | 67’                                                                            |
| 12-10-2021                                                                     | Monza                                                                          | Italia under 21                                                                | 1 – 1                                                                          | Svezia under 21                                                                | Qual. Europeo Under-21 2023                                                    | 1                                                                              | 73’ 82’                                                                        |
| 12-11-2021                                                                     | Tallaght                                                                       | Irlanda under 21                                                               | 0 – 2                                                                          | Italia under 21                                                                | Qual. Europeo Under-21 2023                                                    | 1                                                                              |                                                                                |
| 25-3-2022                                                                      | Podgorica                                                                      | Montenegro under 21                                                            | 1 – 1                                                                          | Italia under 21                                                                | Qual. Europeo Under-21 2023                                                    | -                                                                              | 82’                                                                            |
| 19-11-2022                                                                     | Ancona                                                                         | Italia under 21                                                                | 2 – 4                                                                          | Germania under 21                                                              | Amichevole                                                                     | -                                                                              | 59’                                                                            |
| Totale                                                                         |                                                                                | Presenze                                                                       | 6                                                                              |                                                                                | Reti                                                                           | 2                                                                              |                                                                                |

## Palmarès
- Campionato italiano Serie D: 1

Palermo: 2019-2020 (girone D)